# Kangin
Kim Young-woon (sinh ngày 17 tháng 1 năm 1985), thường được biết đến với nghệ danh Kangin, là một nam ca sĩ, diễn viên kiêm vũ công người Hàn Quốc; cựu thành viên của nhóm nhạc nam Super Junior.

## Sự nghiệp
Khởi nghiệp: Kang In bắt đầu luyện tập trong SM sau khi đoạt giải nhất hình tượng (best outward appearance) trong cuộc thi tuyển chọn tài năng trẻ lần 4 của SM Entertainment vào năm 2002.
Những thông tin khác: Tháng 5 trong cùng năm này anh đã ra mắt khán giả lần đầu tiên với một vai trong bộ phim truyền hình "Men and women" của đài truyền hình SBS. Cùng với Heechul, anh từng được xếp vào 1 nhóm tên là Four Seasons với JaeJoong và Yunho nhưng kế hoạch này không thực hiện, JaeJoong và Yunho sau này ra mắt với DBSK vào năm 2003.
Có thể nói ngoài vai trò một ca sĩ thành viên của Super Junior thì MC được xem là lĩnh vực hoạt động mạnh nhất của Kang In. Vào tháng 9 năm 2005, anh làm MC cho hai chương trình "BoA fan meeting" và "DBSG Showcase". Tháng 11 năm 2005, anh dẫn chương trình "Park Gyeong Nim's Day cast" của đài MBC. Cũng từ tháng 11 năm 2005, anh là đồng dẫn chương trình cho M!Countdown của kênh truyền hình cable Mnet KMTV cùng với Ee Teuk và Shin Dong. Năm 2006 Kangin làm DJ cho "Chunbangjichuk Radio", một chương trình radio mà các thành viên của Super Junior thường xuyên tham gia với tư cách khách mời. Sau đó chuyển sang làm DJ cho "Chinchin radio" đến ngày 15 tháng 4 năm 2009. Với tư cách là DJ và MC anh cũng đạt các giải thưởng cá nhân cho vị trí này. Trong các cuộc họp báo hoặc fan meeting, chúng ta có thể dễ dàng nhận thấy Kang In và Leeteuk luôn đóng vai trò là người phát ngôn cho Super Junior. Với tính cách mạnh mẽ, các thành viên coi anh là "cha" của cả nhóm. Năm 2009 anh viết lời Hàn cho bài hát "Canival" được biểu diễn trong Super Show 2.
Kang In cũng là một trong những thành viên của Super Junior rất tích cực tham gia các gameshow và các chương trình truyền hình. Ấn tượng anh để lại cho khán giả là một anh chàng hoạt bát, sắc sảo, lém lỉnh và vui tính.
Năm 2017, Kangin dính 2 scandal là gây tai nạn giao thông rồi bỏ chạy và hành hung bạn gái khi say rượu.
Ngày 11 tháng 7 năm 2019 Kangin chính thức đưa ra lời thông báo rời khỏi nhóm Super Junior. Anh cho rằng mình rất có lỗi với fans và các thành viên trong nhóm nhưng đó là lựa chọn cuối cùng của anh. Anh vẫn sẽ dõi theo và dành đến một sự ủng hộ chân thành đến với Super Junior. Sujulabel đã xác nhận Kangin rời khỏi Super Junior cùng ngày hôm đó, anh sẽ vẫn ở lại SM Entertainment cho hết hạn hợp đồng nhưng sẽ không có bất cứ hoạt động gì.